# Giardini Reali de Venise
Pour les articles homonymes, voir Jardin royal.
Les Giardini Reali (Jardins Royaux) de Venise sont des jardins publics, créés en 1806 à Venise, et couvrant 5 500 mètres carrés ; ils se situent entre la piazza San Marco et le Bacino di San Marco.

## Histoire
Les Giardini  Reali ont été construits en 1806, à la demande de Napoléon qui avait le projet de restructurer la place Saint-Marc ; le jardin est installé sur une parcelle de terre occupée auparavant par les Granai di Terranova (Granges de Terra Nova), un bâtiment gothique du XIVe siècle qui servait d'entrepôt pour le marché et pour des petits commerces.
Après la chute de Napoléon et le retour de Venise sous la souveraineté autrichienne en 1815, les jardins sont agrandis et complétés ; une serre est construite, ainsi qu'un Coffee House construit en style néo-classique par Lorenzo Santi de 1815 à 1817.
Le jardin est ensuite progressivement tombé en désuétude ; en 2014, l'État italien, qui en est propriétaire depuis 1920, décide de le donner en concession à la Fondation des Jardins de Venise pour une durée de 19 ans, afin d'assurer la récupération et la restauration des jardins eux-mêmes, ainsi que de la plupart des structures qui s'y trouvent, avec un financement de la compagnie d'assurances Generali, sous la direction de l'architecte paysagiste italien Paolo Pajrone,.
Les jardins restaurés sont inaugurés et ouverts au public en décembre 2019.

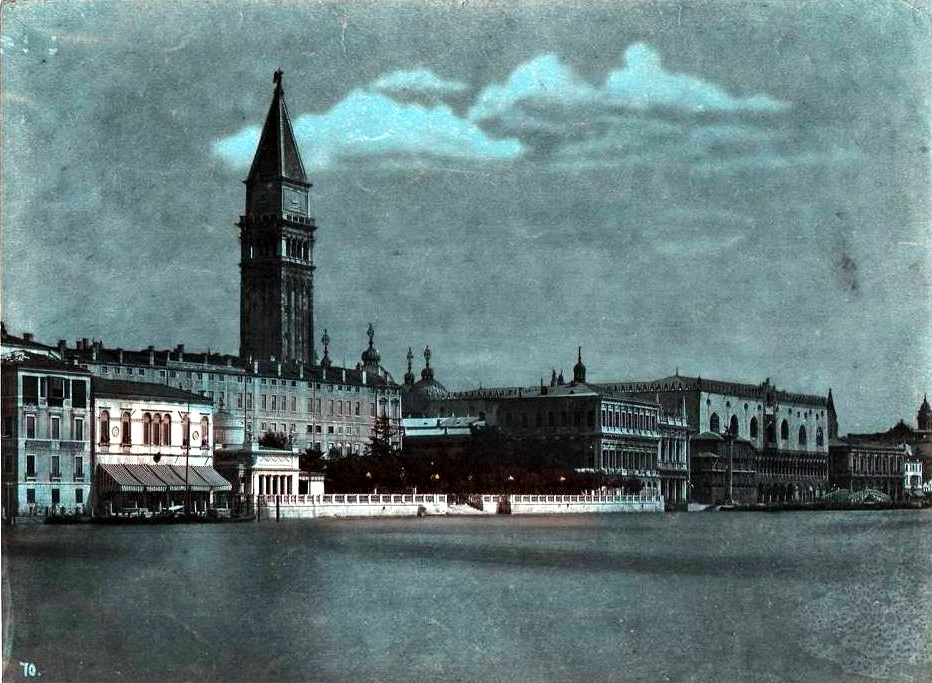
Vue sur les jardins au XIXe siècle
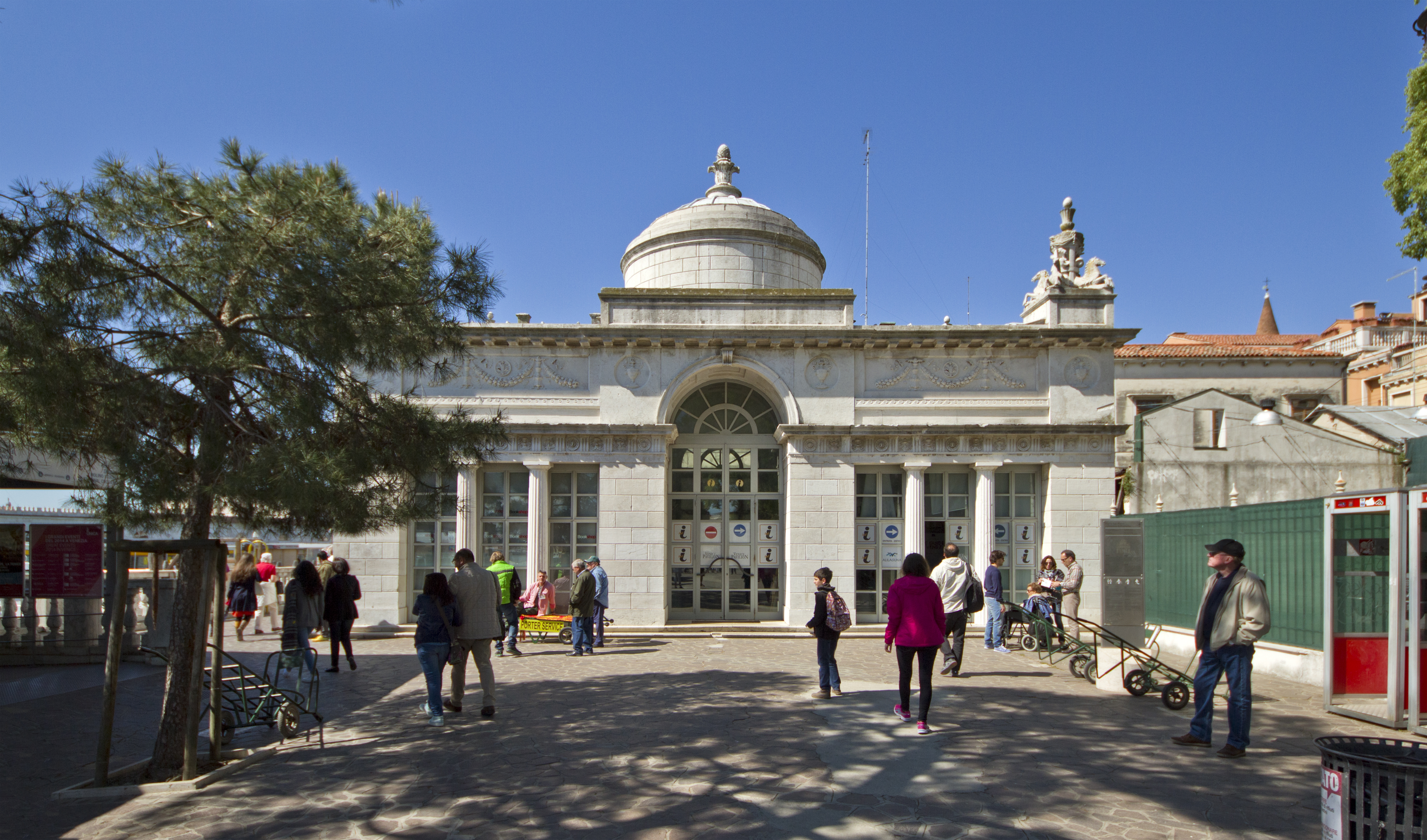
La Coffee House, à l'intérieur des jardins
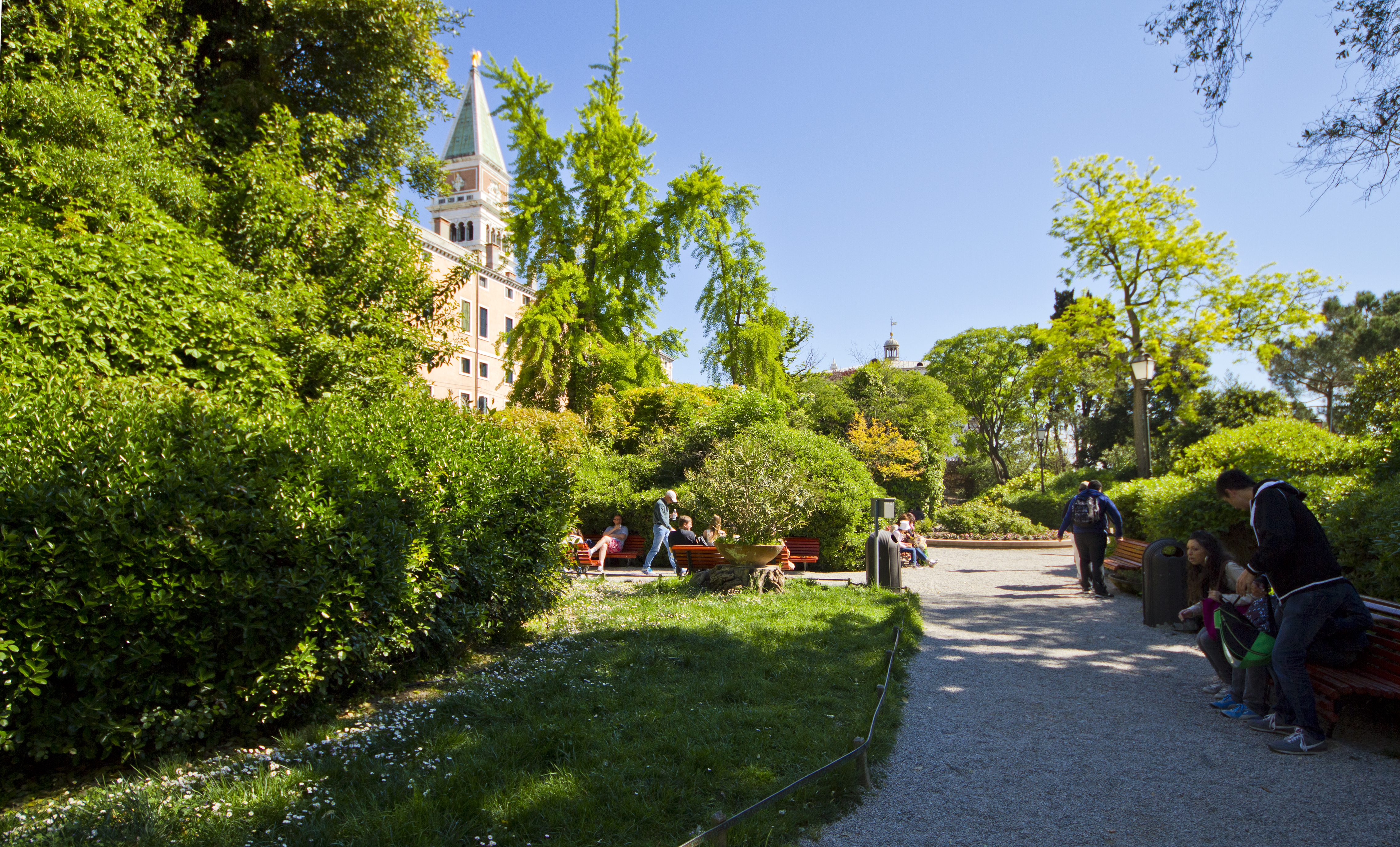
Vue des jardins en 2014
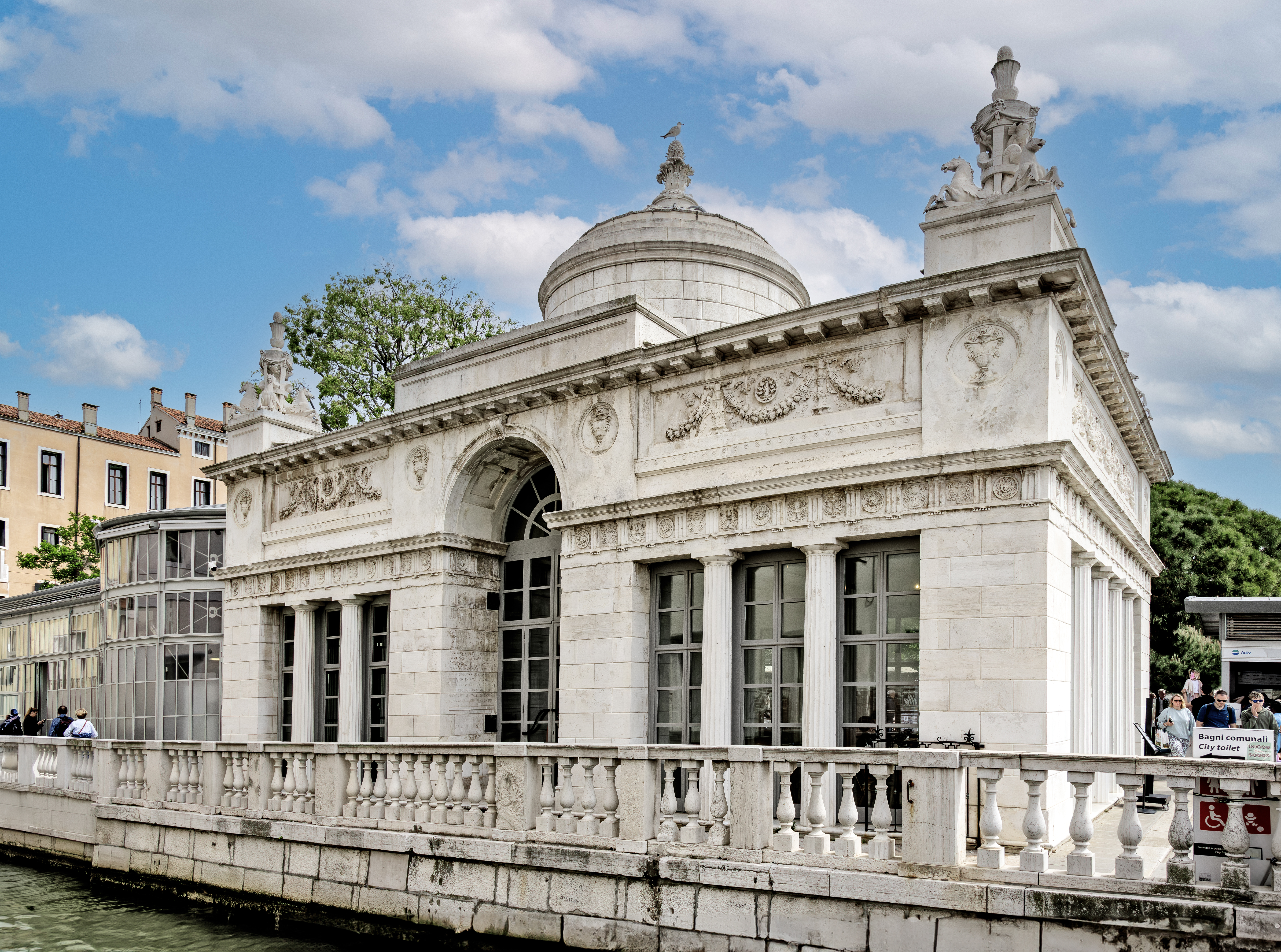
Palazzina Selva la façade sur le Rio dei Giardinetti